# シロンスク県
シロンスク県（Silesian Voivodeship (ポーランド語: województwo śląskie [vɔjɛˈvut͡stfɔ ˈɕlɔ̃skʲɛ] ( 音声ファイル))）は、ポーランド南部の県である。またはシレジア県。
県都はカトヴィツェ。チェコ、スロヴァキアと接していて、国内ではシフィェンティクシシュ県、マウォポルスカ県、オポーレ県、ウッチ県と接している。長い歴史を持つ古都が点在する一方、豊富な天然資源を背景に産業革命期に工業都市として急成長した都市も少なくない。人口450万人はワルシャワのあるマゾフシェ県に次いで2番目、人口密度は1番高い県となっている。

## 地理
シロンスク高地が県中部から西部にかけて広がり、南部にはベスキディ山脈がある。

## 地域区分
- 市
  - カトヴィツェ（カトヴィッツ） (Katowice)
  - チェンストホーヴァ (Częstochowa)
  - ソスノヴィエツ (Sosnowiec)
  - グリヴィツェ（グライヴィッツ） (Gliwice)
  - ザブジェ（ヒンデンブルク） (Zabrze)
  - ビェルスコ・ビャワ（ビーリッツ） (Bielsko-Biała)
  - ブィトム（ボイテン） (Bytom)
  - リブニク (Rybnik)
  - ルダ・シロンスカ (Ruda Śląska)
  - ティヒ (Tychy)
  - ドンブロヴァ・グルニチャ (Dąbrowa Górnicza)
  - ホジュフ（ケーニヒスヒュッテ） (Chorzów)
  - ヤヴォジュノ (Jaworzno)
  - ヤスチュシェンビェ・ズドルイ (Jastrzębie Zdrój)
  - ムィスウォヴィツェ（ミスロヴィッツ） (Mysłowice)
  - シェミャノヴィツェ・シロンスキェ (Siemianowice Śląskie)
  - ジョルィ（ゾーラウ） (Żory)
  - ピェカルィ・シロンスキェ (Piekary Śląskie)
  - シフィエントフウォヴィツェ (Świętochłowice)

- 郡 (powiat)
  - ベンジン郡 (Powiat będziński)
  - ビェルスコ・ビャワ郡 (Powiat bielski)
  - ビェルニ＝レンジニ郡 (Powiat bieruńsko-lędziński)
  - チェシン郡 (Powiat cieszyński)
  - チェンストホーヴァ郡 (Powiat częstochowski)
  - グリヴィツェ郡 (Powiat gliwicki)
  - クウォブツク郡 (Powiat kłobucki)
  - ルブリニェツ郡 (Powiat lubliniecki)
  - ミコウフ郡 (Powiat mikołowski)
  - ムィシュクフ郡 (Powiat myszkowski)
  - プシュチナ郡 (Powiat pszczyński)
  - ラチブシュ郡 (Powiat raciborski)
  - ルィブニク郡 (Powiat rybnicki)
  - タルノフスキェ・グルィ郡 (Powiat tarnogórski)
  - ヴォジスワフ郡 (Powiat wodzisławski)
  - ザヴィエルチェ郡 (Powiat zawierciański)
  - ジヴィエツ郡 (Powiat żywiecki)

## 経済
2017年の失業率は3.9%で、全国平均よりも低かった。
| 年     | 2006  | 2007 | 2008 | 2009 | 2010 | 2011 | 2012 | 2013 | 2014 | 2015 | 2016 | 2017 |
| ------ | ----- | ---- | ---- | ---- | ---- | ---- | ---- | ---- | ---- | ---- | ---- | ---- |
| 失業率 | 14.2% | 8.1% | 6.6% | 6.7% | 9.2% | 9.2% | 9.4% | 9.7% | 8.6% | 7.2% | 5.4% | 3.9% |

## 産業
鉱業が盛んで、鉛や亜鉛、鉄などが採掘される。また、イタリアのフィアットの生産工場など自動車メーカーの進出も多い。

## 観光地
ヤスナ・グラ僧院で有名なチェンストホヴァがあり、8月の聖母マリア被昇天の祝日には全ポーランドから巡礼者がやってくる。

### ベンジン（Będzin）
ベンジン（Powiat będziński）郡の街。見どころは14世紀に建設されたベンジン城。11世紀から木造の城砦はあったが、1241年のモンゴル襲来で焼け落ち、14世紀初頭に石造に建て替えた。ポーランド＝リトアニア同君連合の南西部の国境を守備する重要な城だった。1364年には神聖ローマ帝国皇帝カール4世が表敬訪問した。現在は城の内部が博物館になっている。ポーランド南西部の古城をつなぐ観光街道である「鷲の巣街道」上にある。郡の公式サイト（ポーランド語）あり。

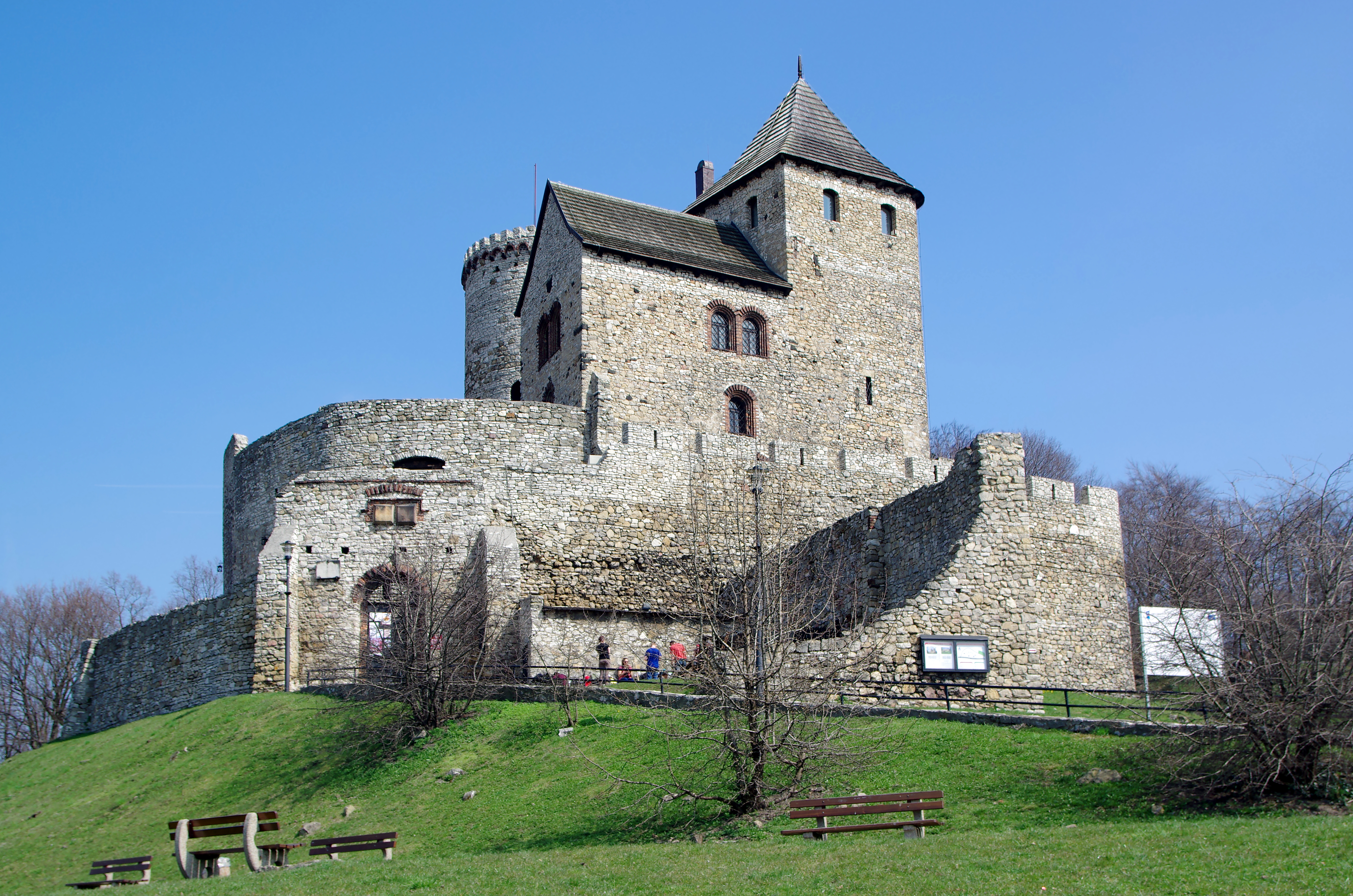
ベンジン城
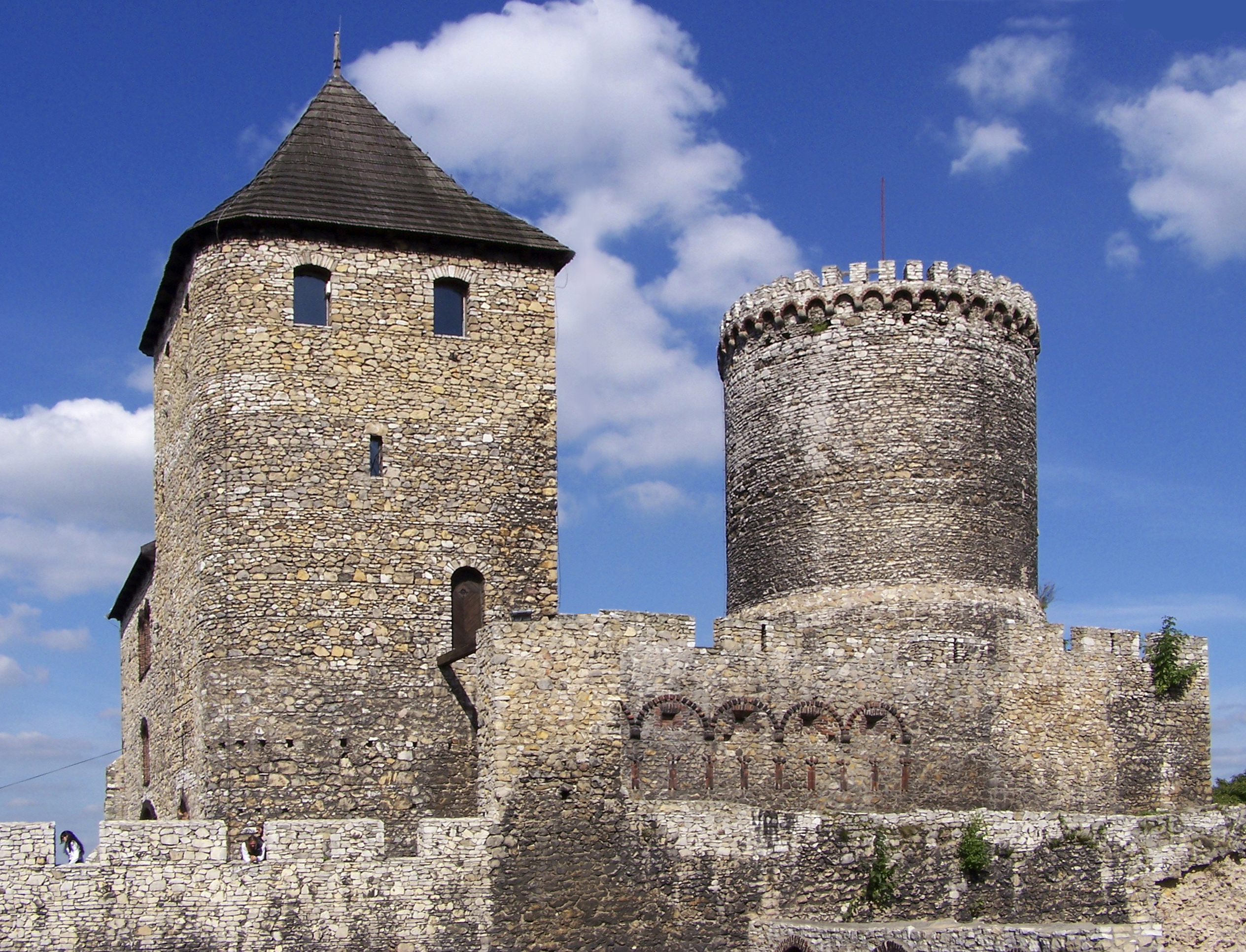
ベンジン城
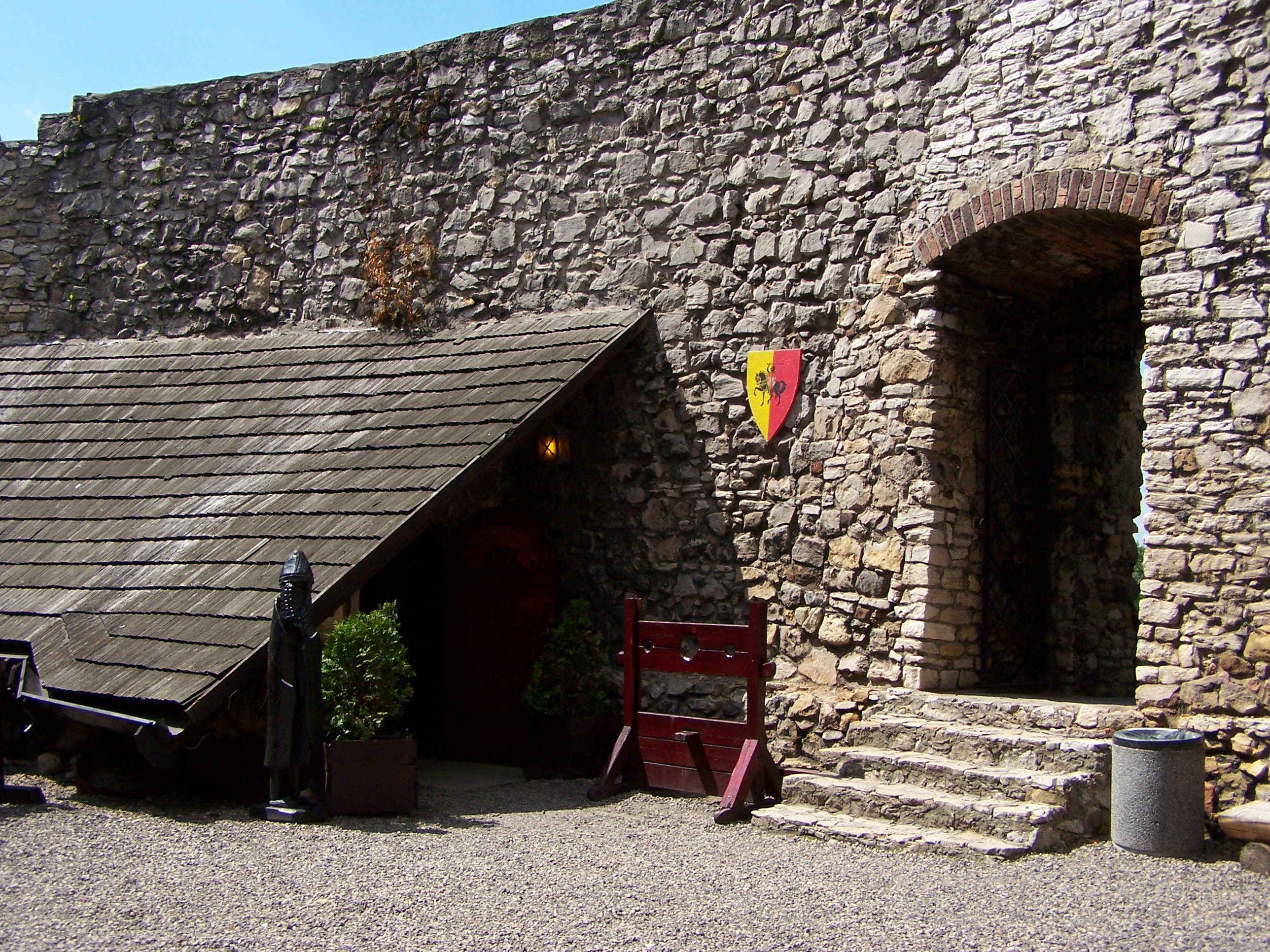
ベンジン城
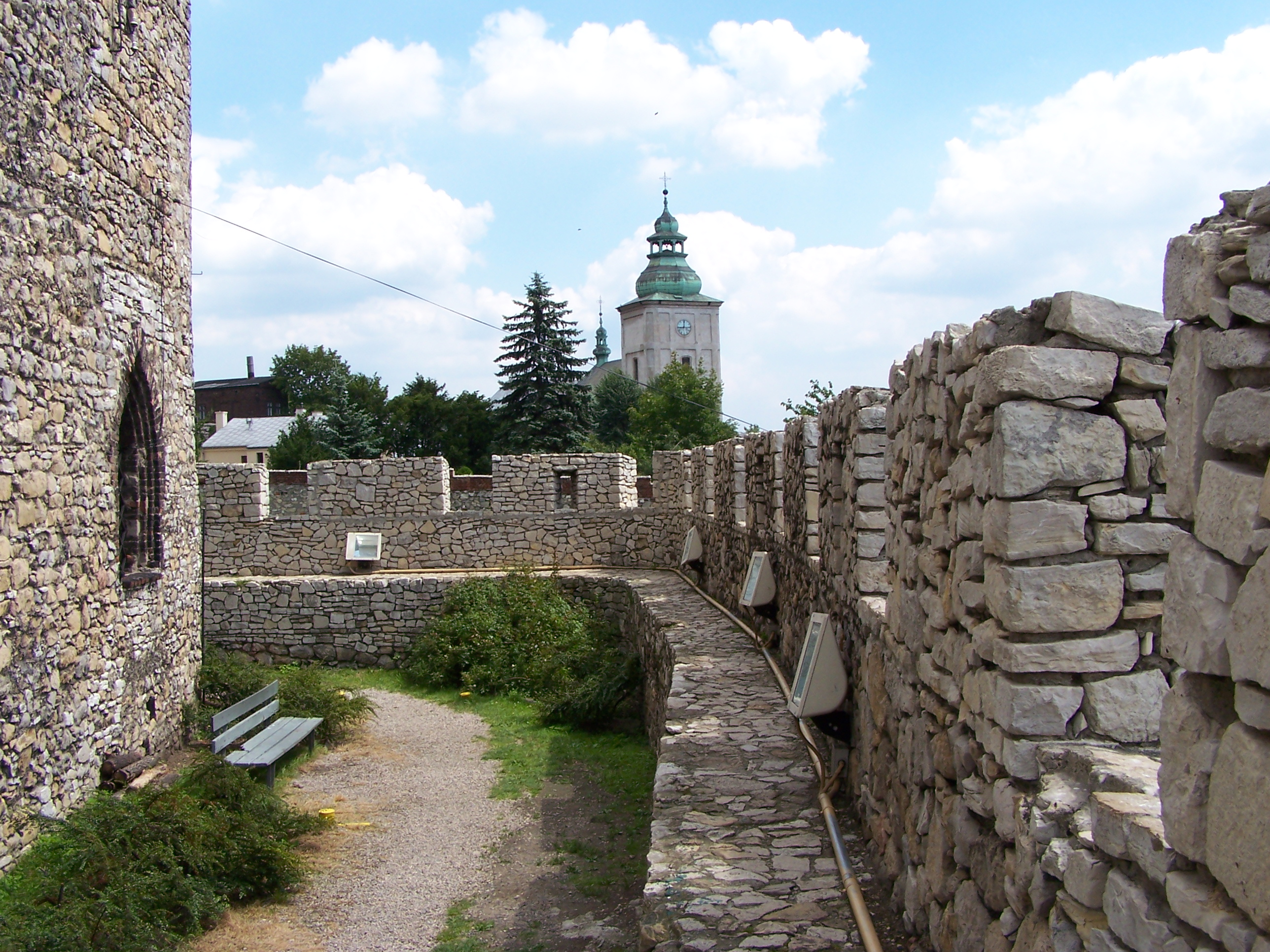
ベンジン城
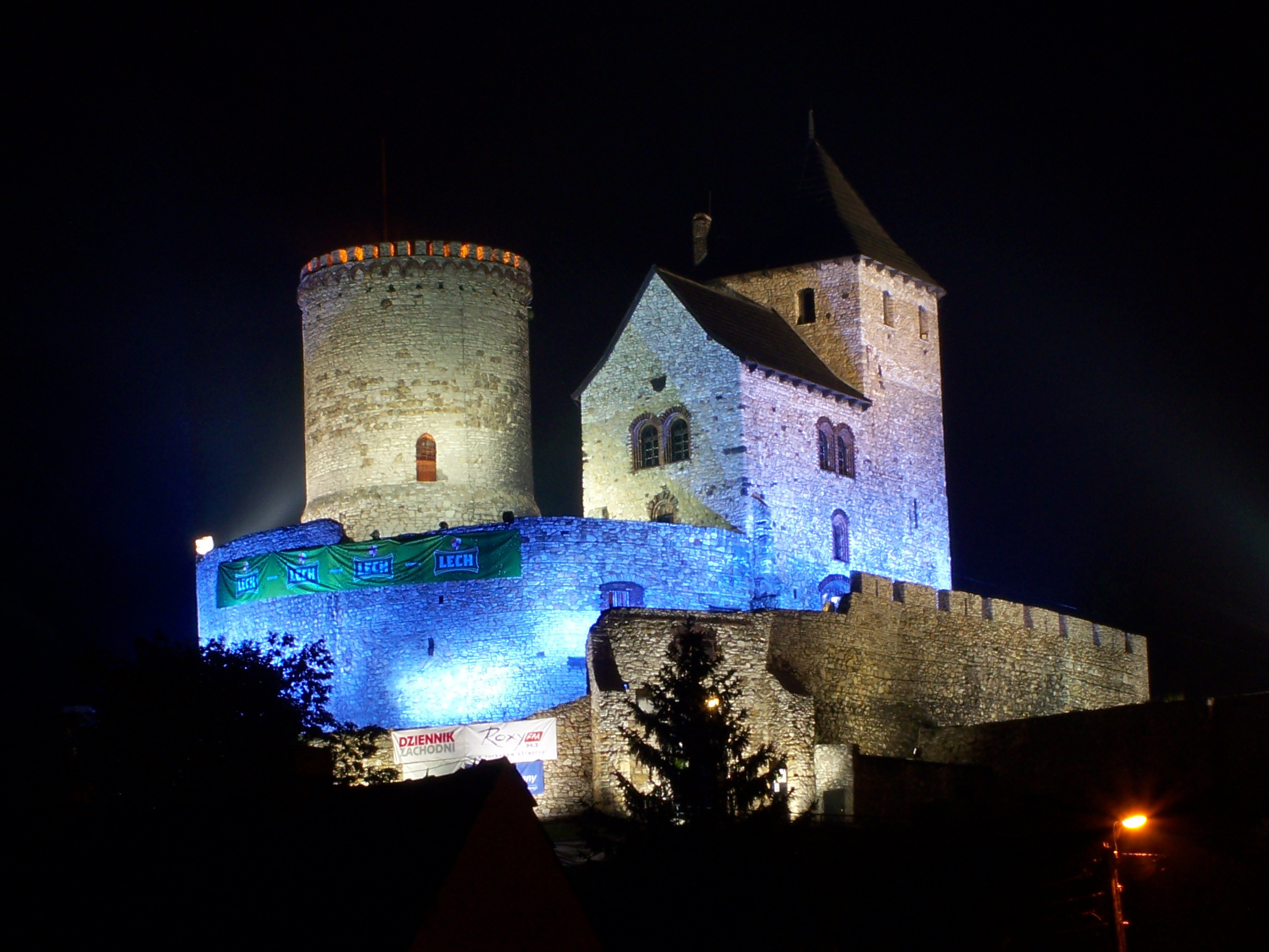
ベンジン城

### ビェルスコ＝ビャワ（Bielsko-Biała）
「小さなウィーン」と呼ばれ、街並みと周囲の自然風景の調和が美しく、文化活動も盛んである。小ベスキド山地（Beskid Mały）へハイキングやキャンプに行く際の拠点ともなっている。市公式サイト（英語・ポーランド語）あり。

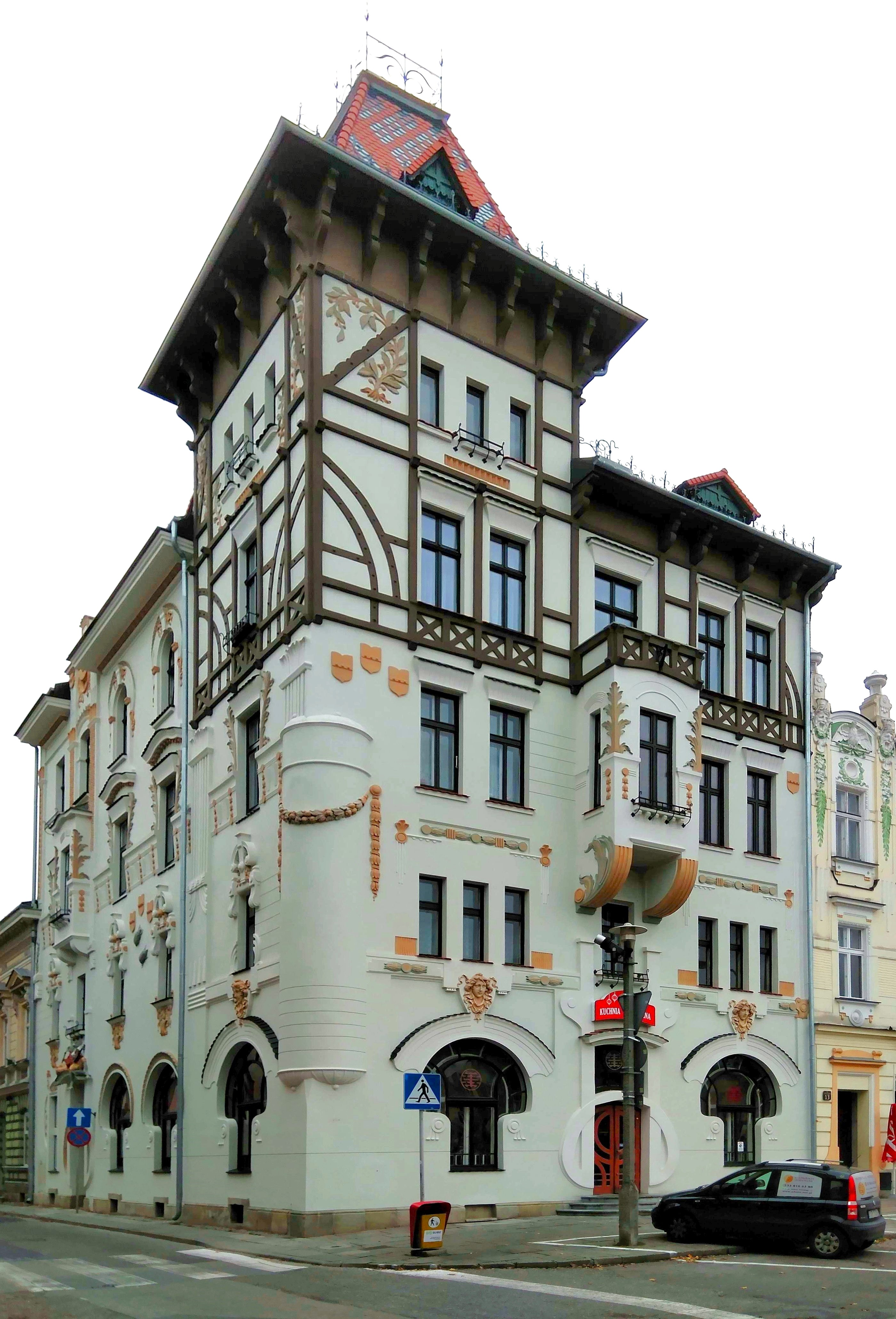
市街地
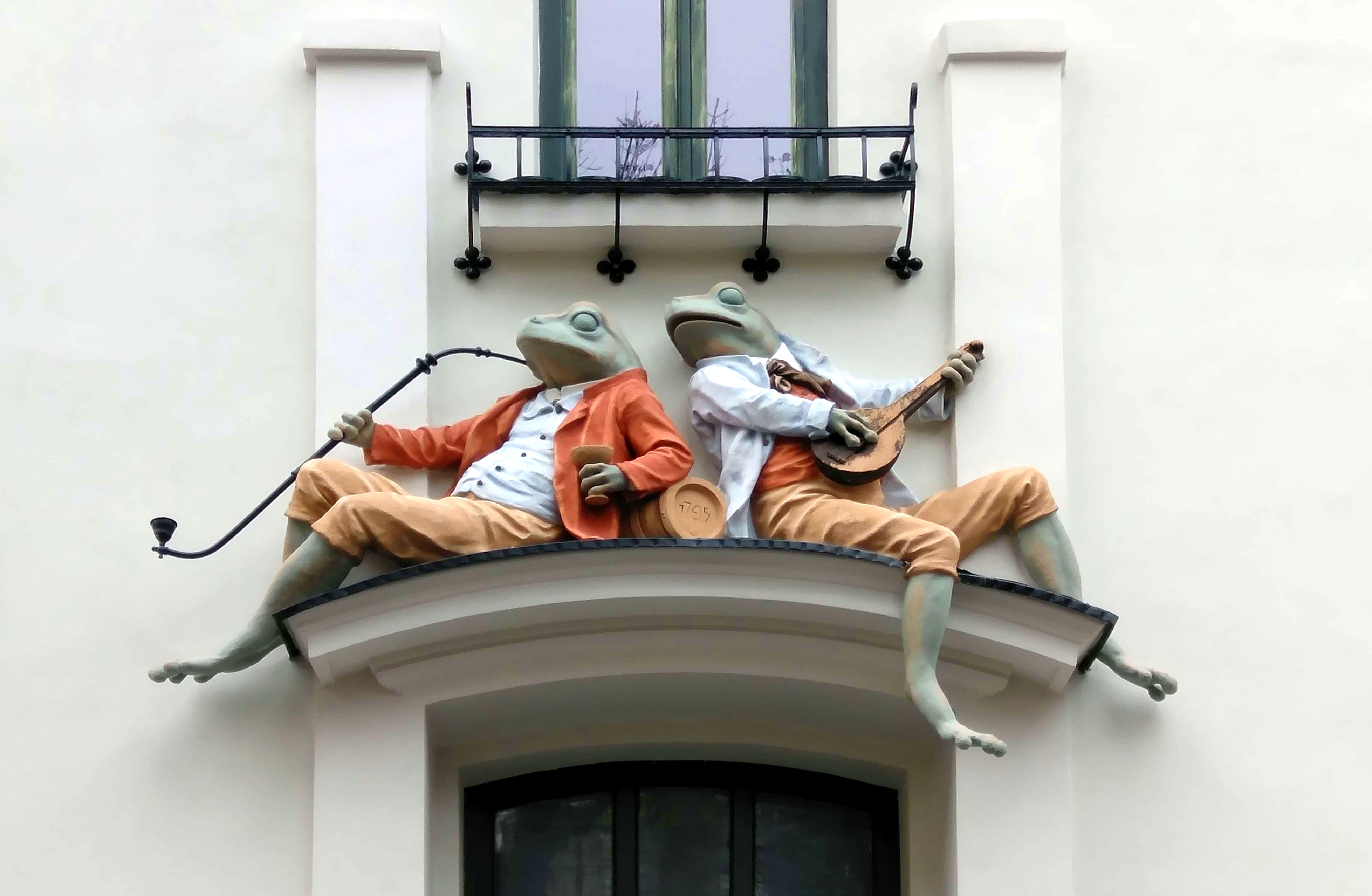
建物の装飾
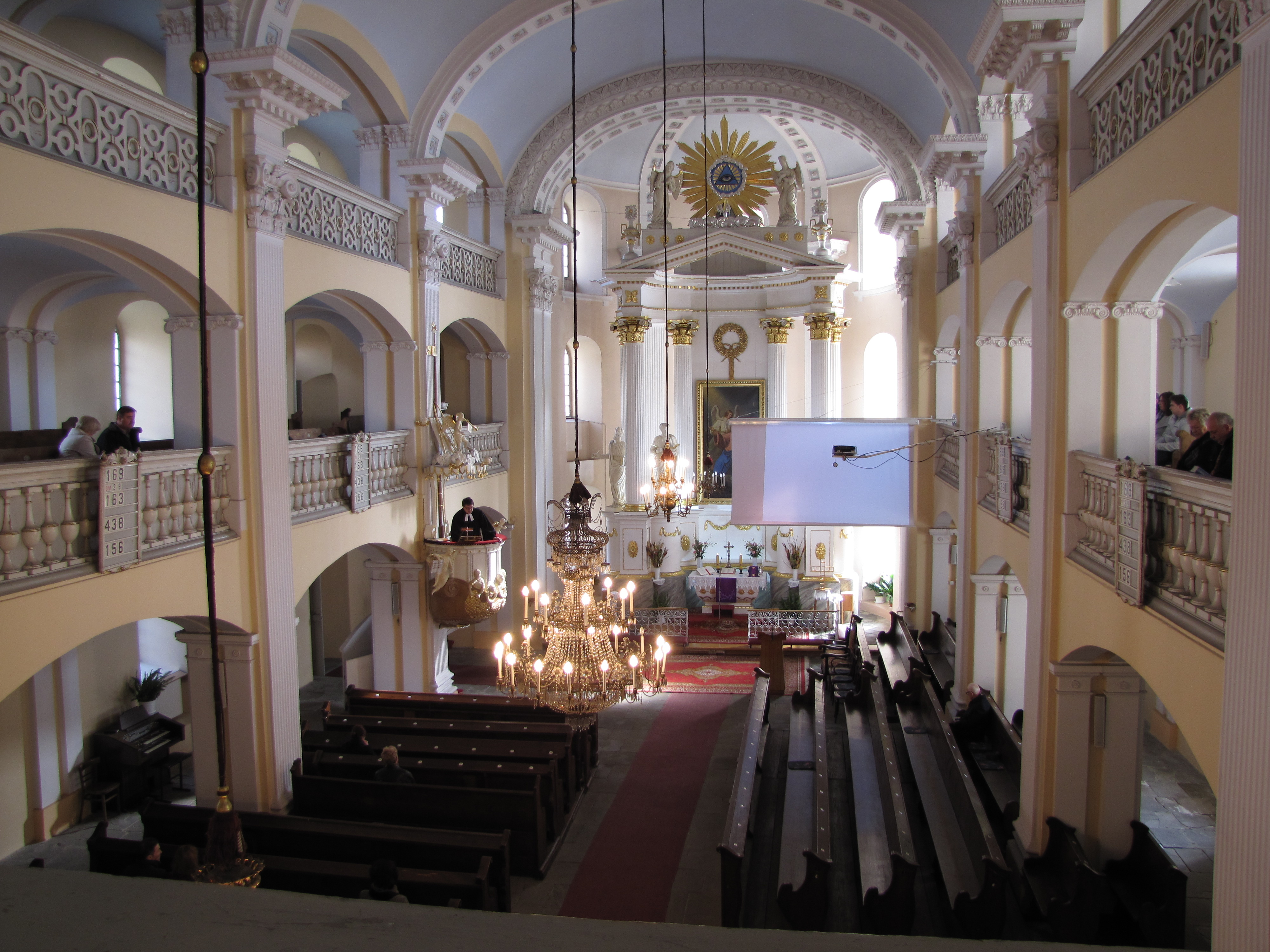
ルーテル派プロテスタント教会
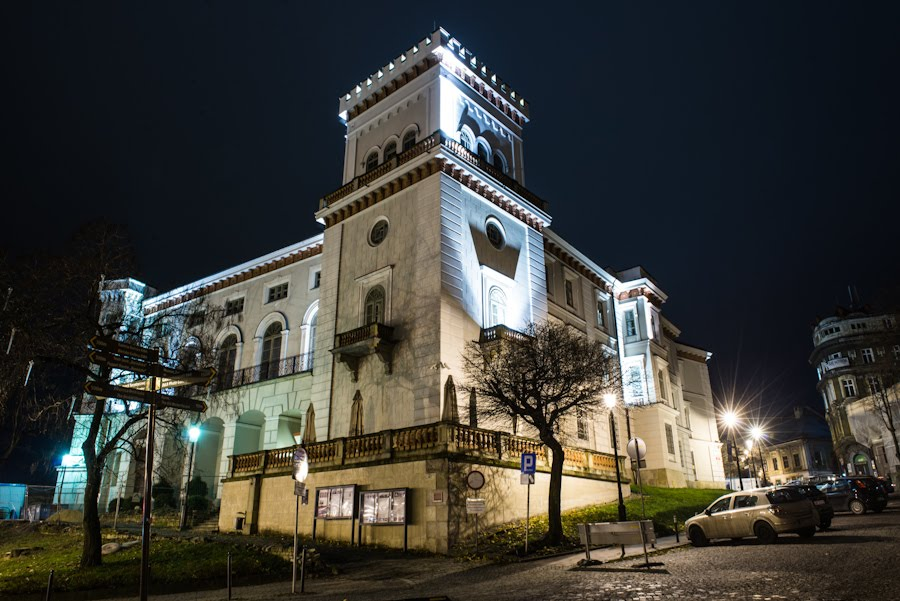
スウコフスキ城
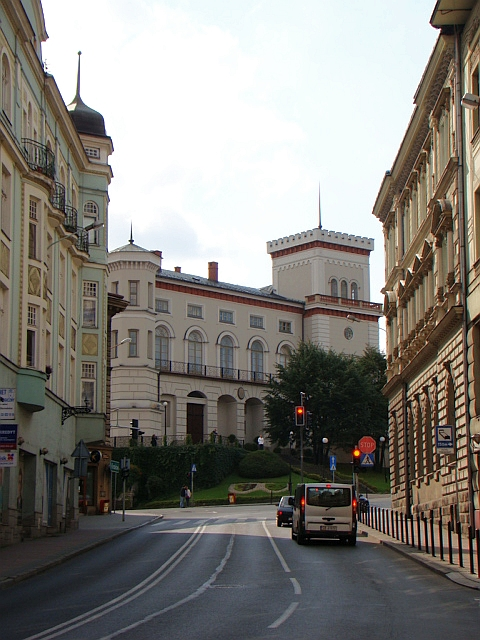
スウコフスキ城
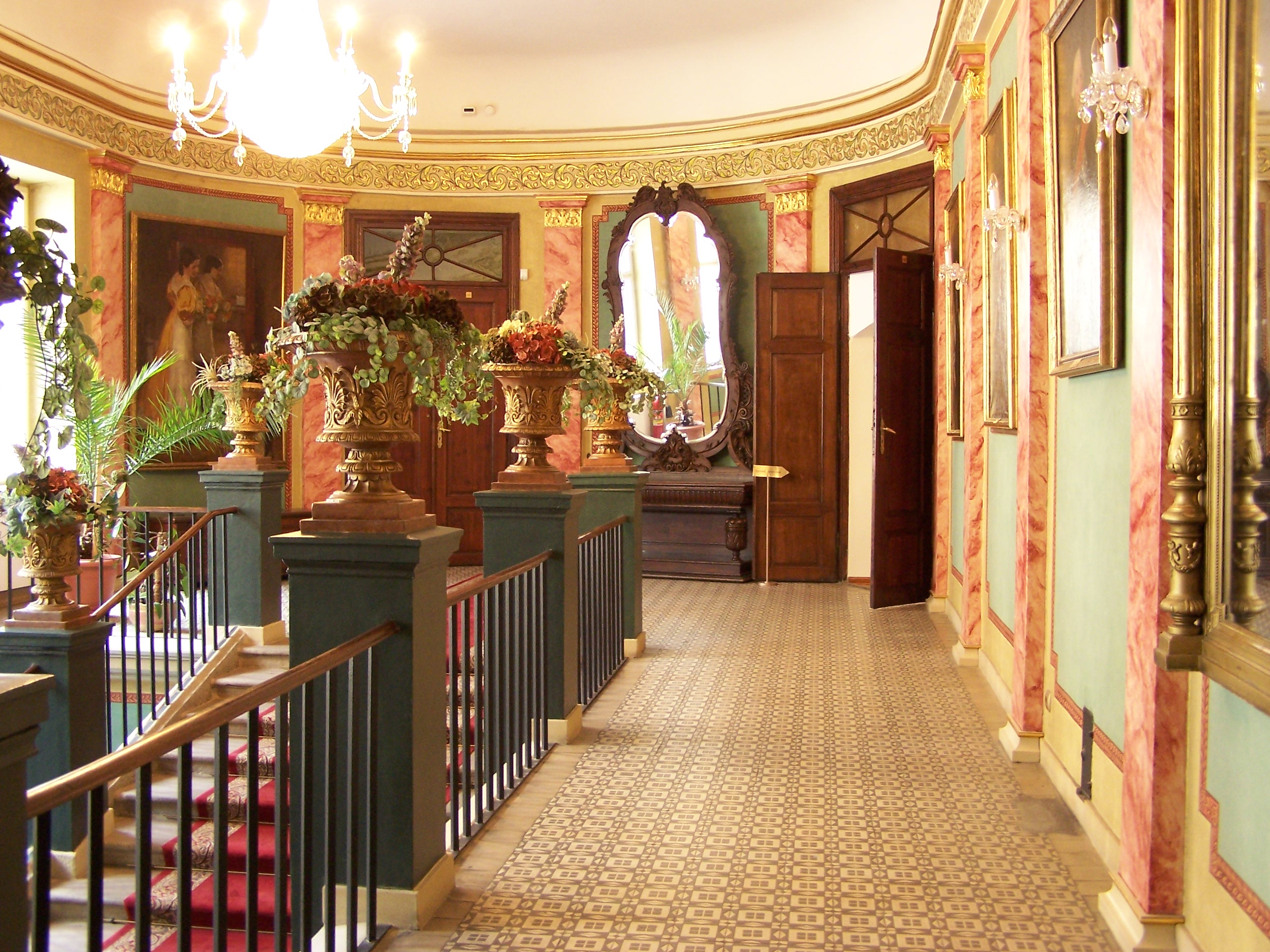
スウコフスキ城
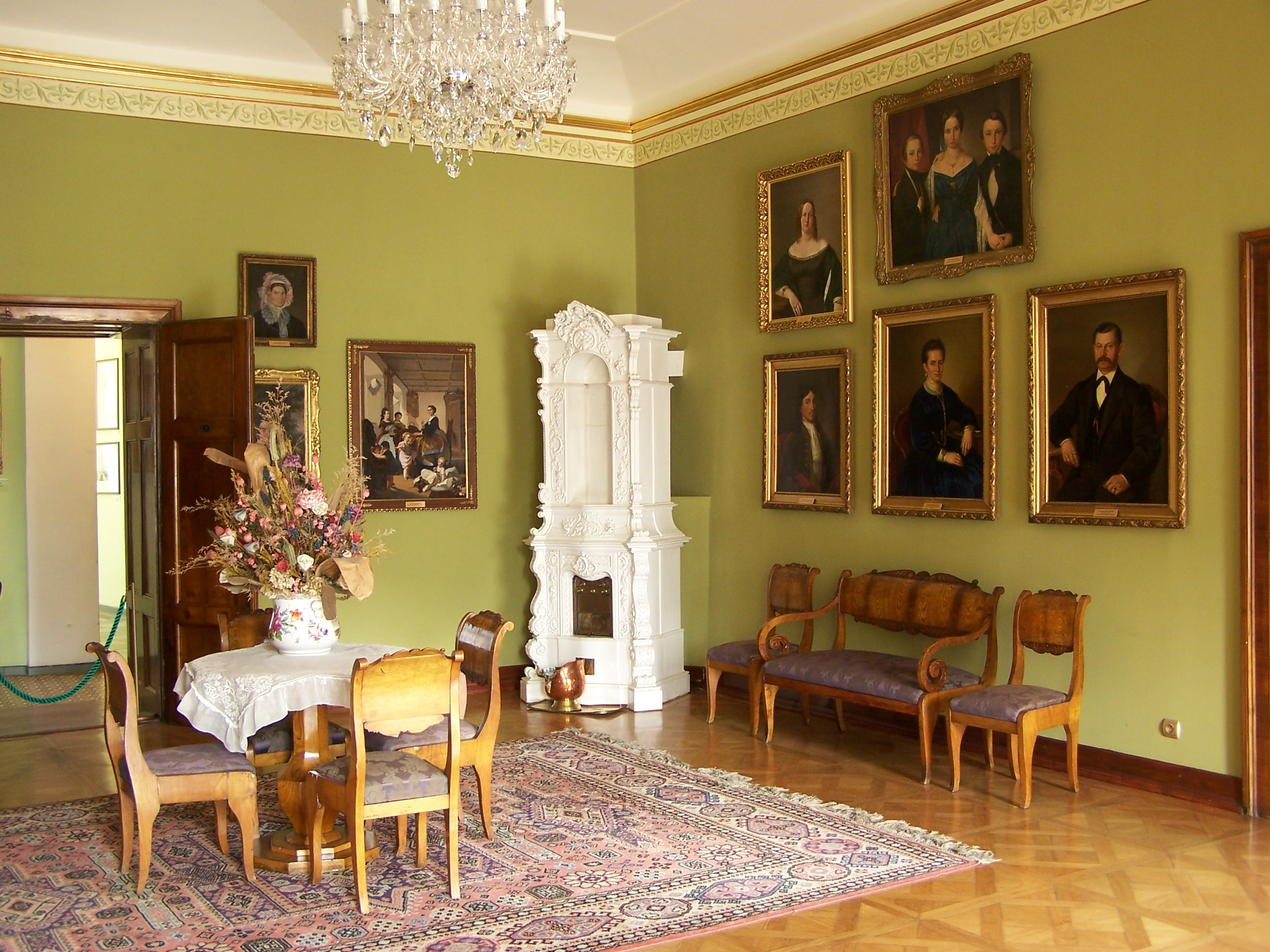
スウコフスキ城
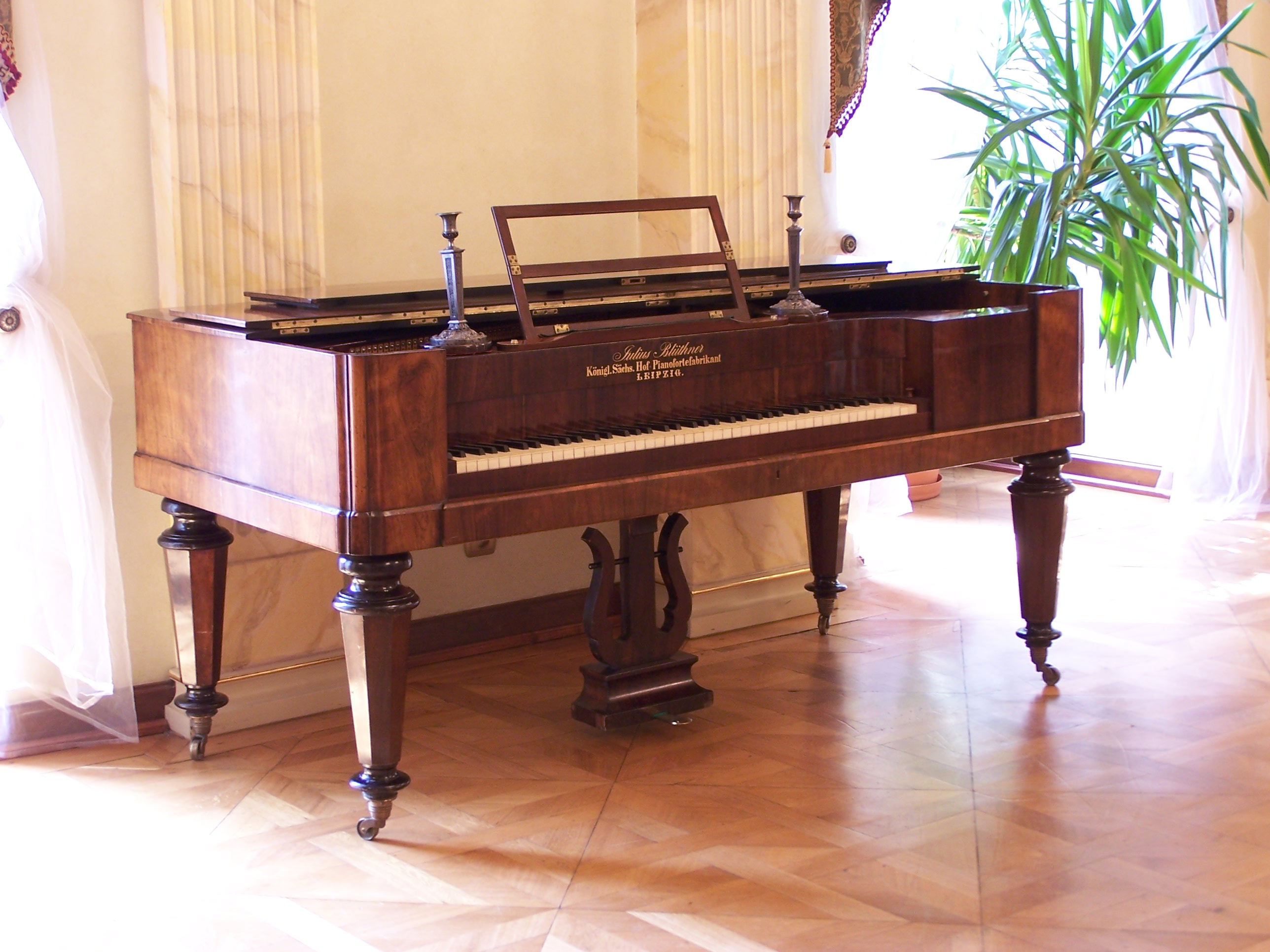
スウコフスキ城
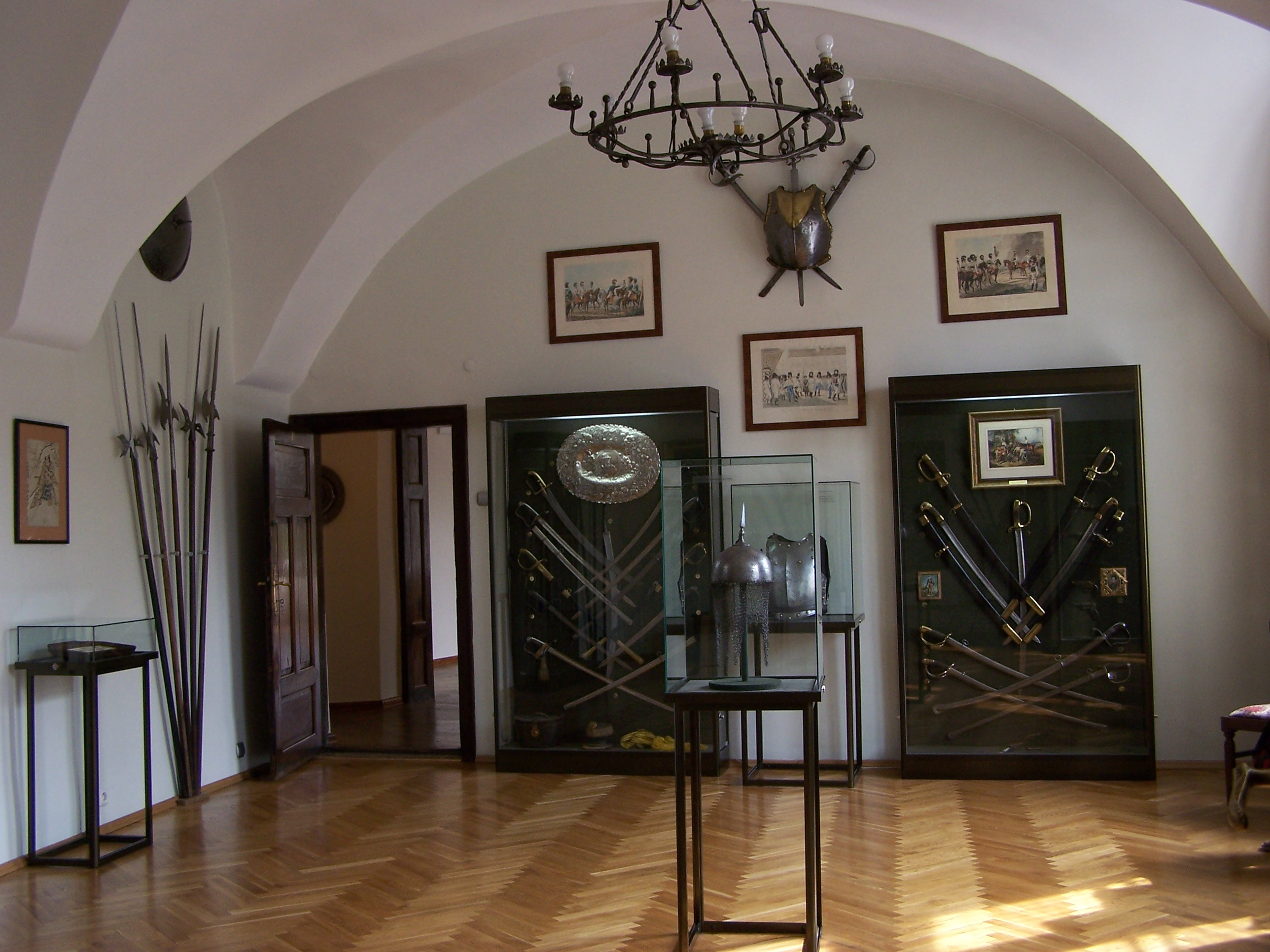
スウコフスキ城
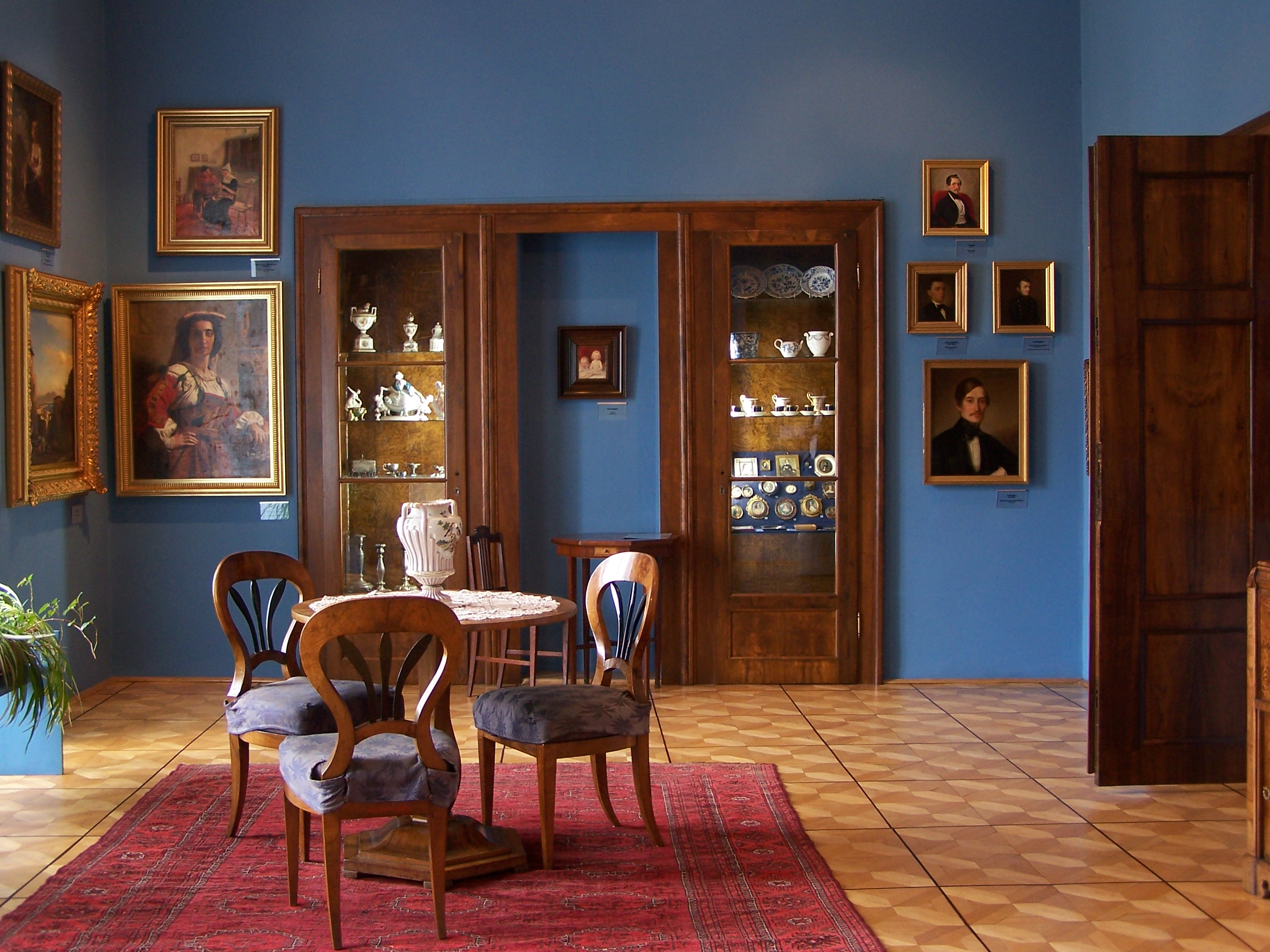
スウコフスキ城
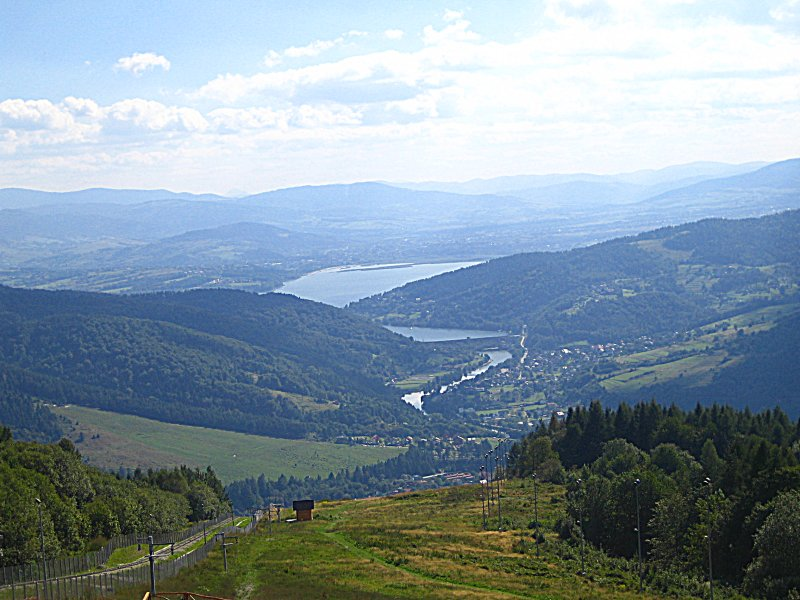
小ベスキド山地

### ボボリツェ（Bobolice）
ミシュクフ郡（Powiat myszkowski）ニェゴヴァ町（Gmina Niegowa）の村。ボボリツェ城で有名。ポーランド南西部の古城をつなぐ観光街道である「鷲の巣街道」上にある。城の公式サイト（ポーランド語）あり。ニェゴヴァ町公式サイト（ポーランド語）あり。

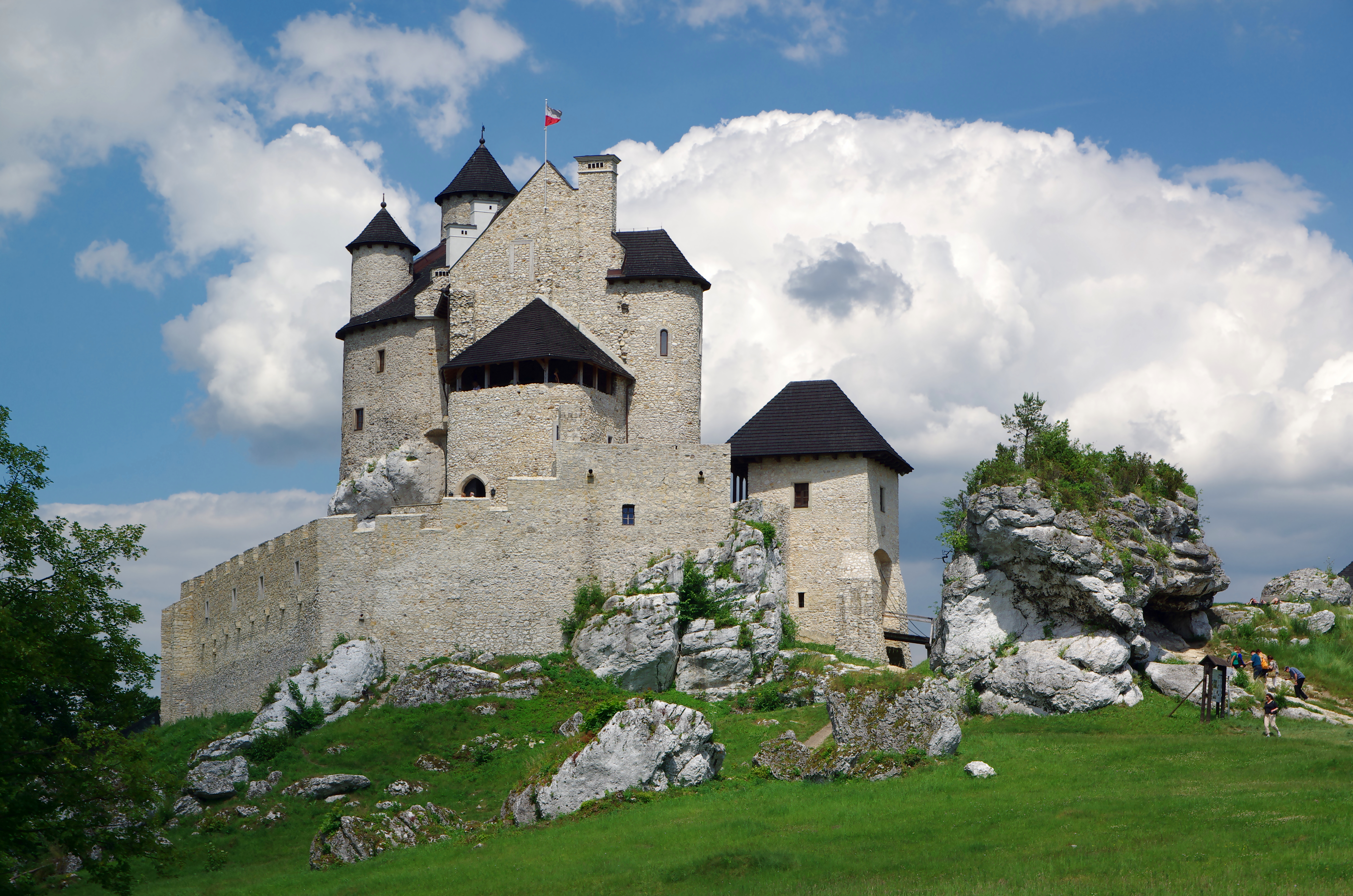
城の遠景
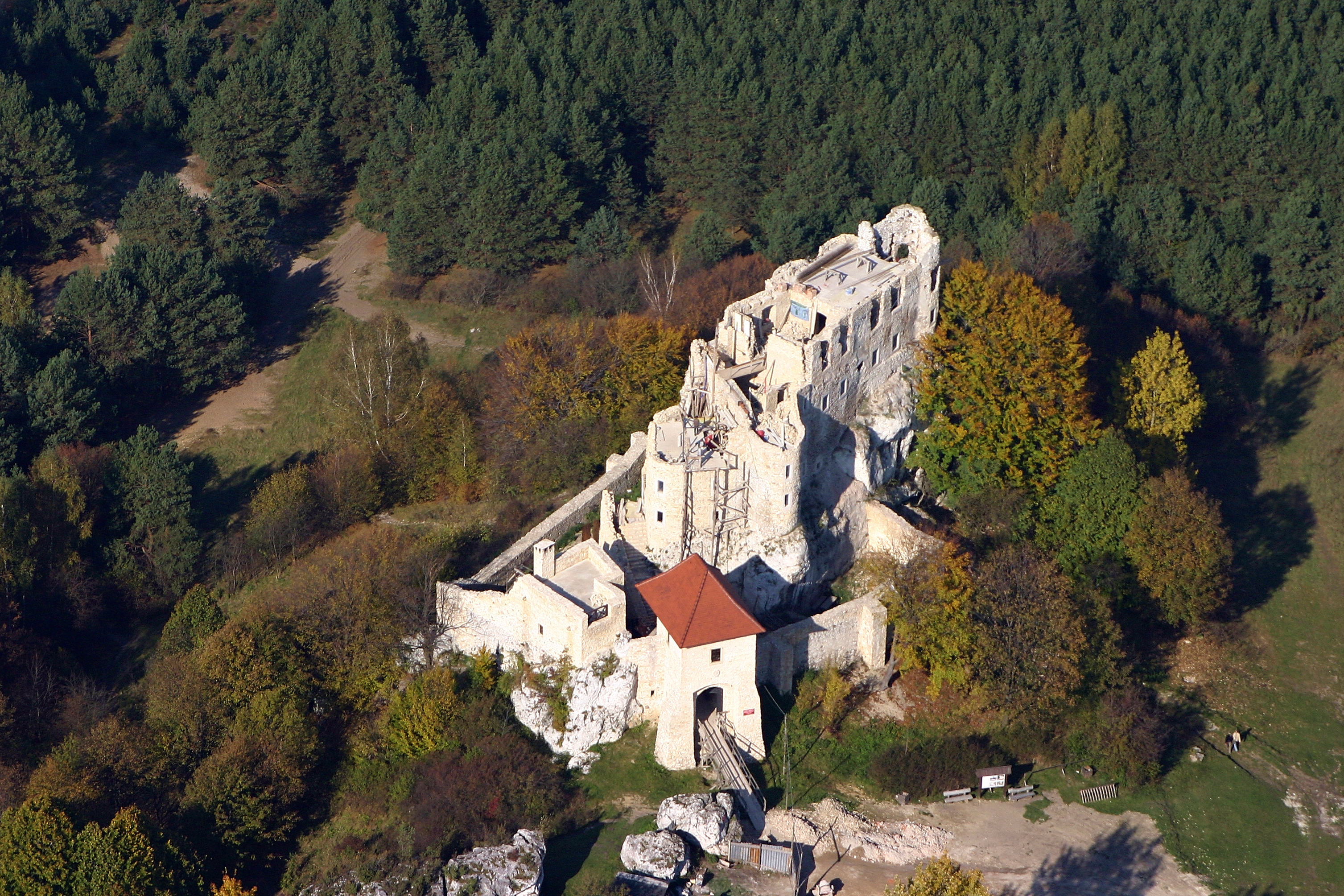
城の遠景
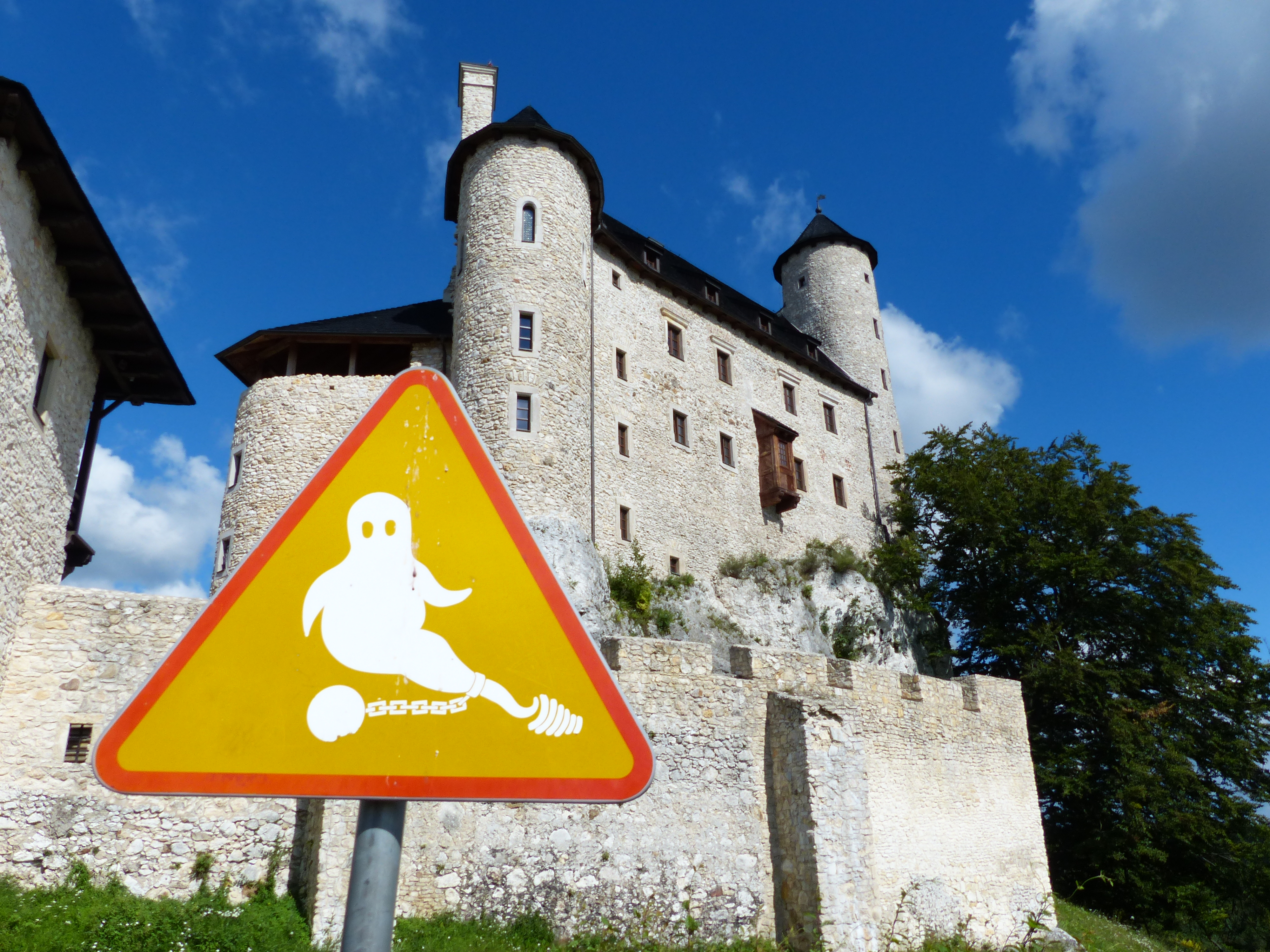
城の遠景
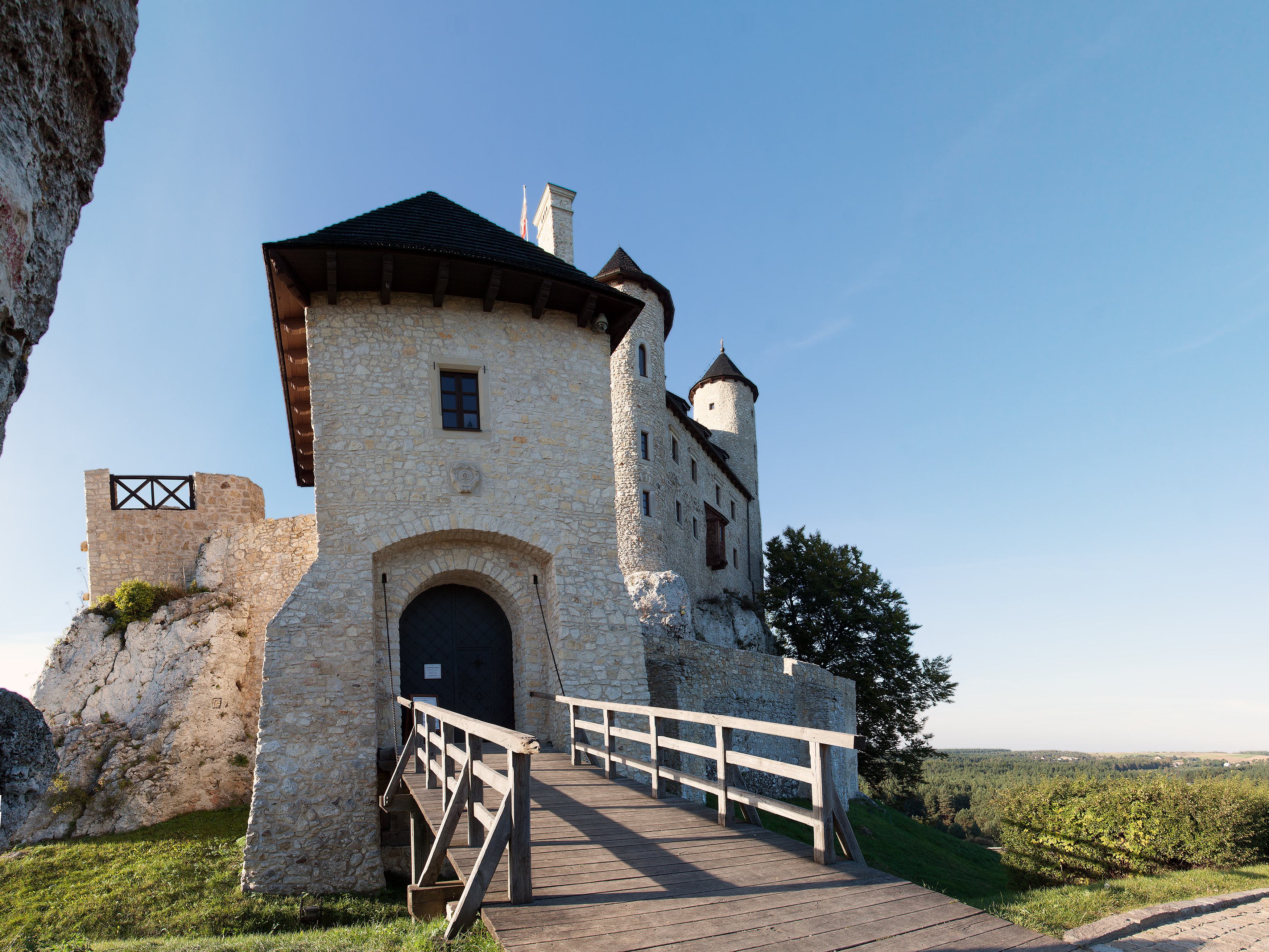
城
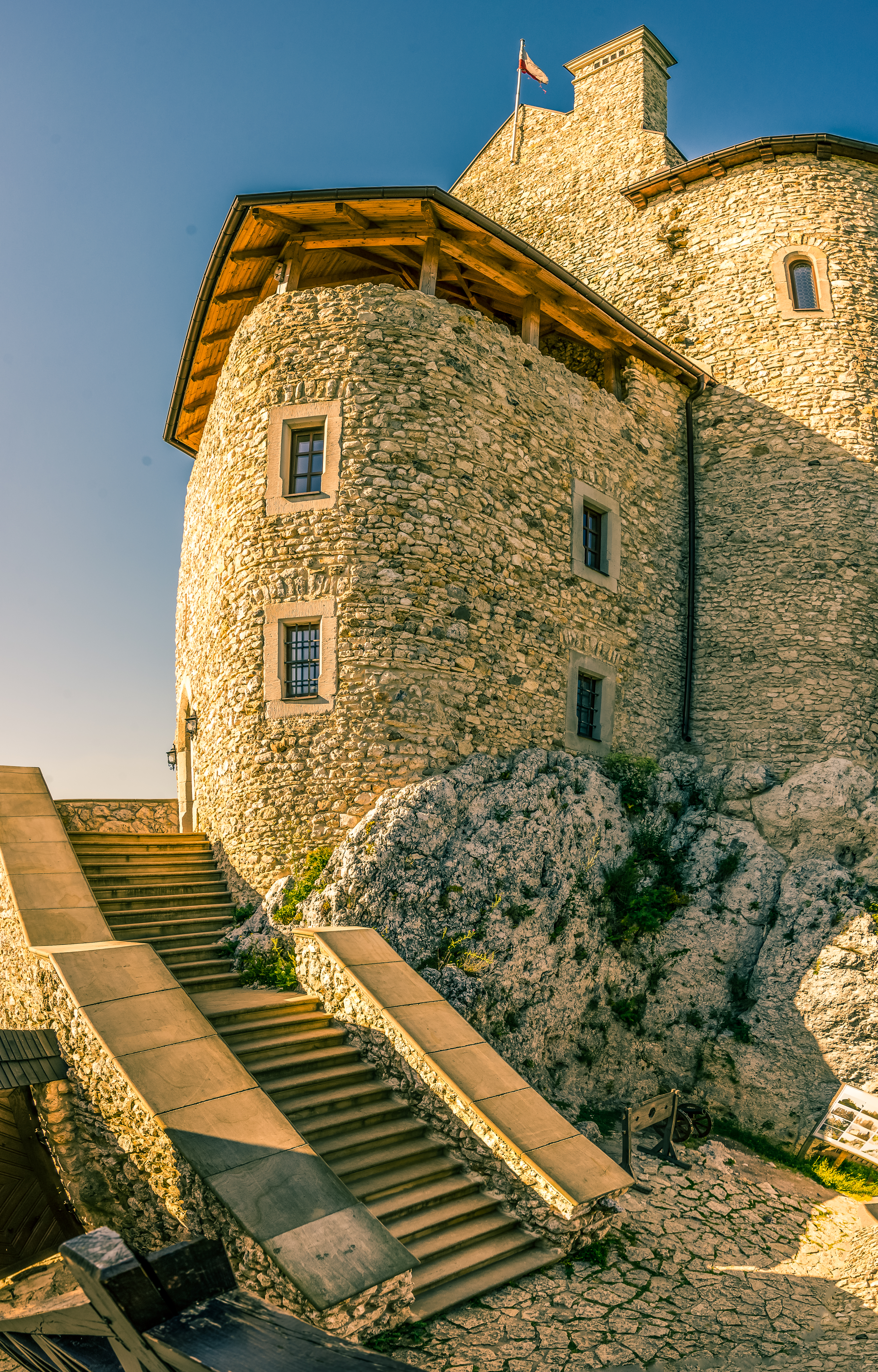
城の塔

### チェンストホヴァ（Częstochowa）
黒い聖母を祀るヤスナ・グラ修道院（Jasna Góra）はポーランド最大のカトリック巡礼地。市の公式サイト（英語・ポーランド語・ドイツ語・フランス語・チェコ語・スペイン語・イタリア語・ハンガリー語・ポルトガル語・ロシア語）あり。

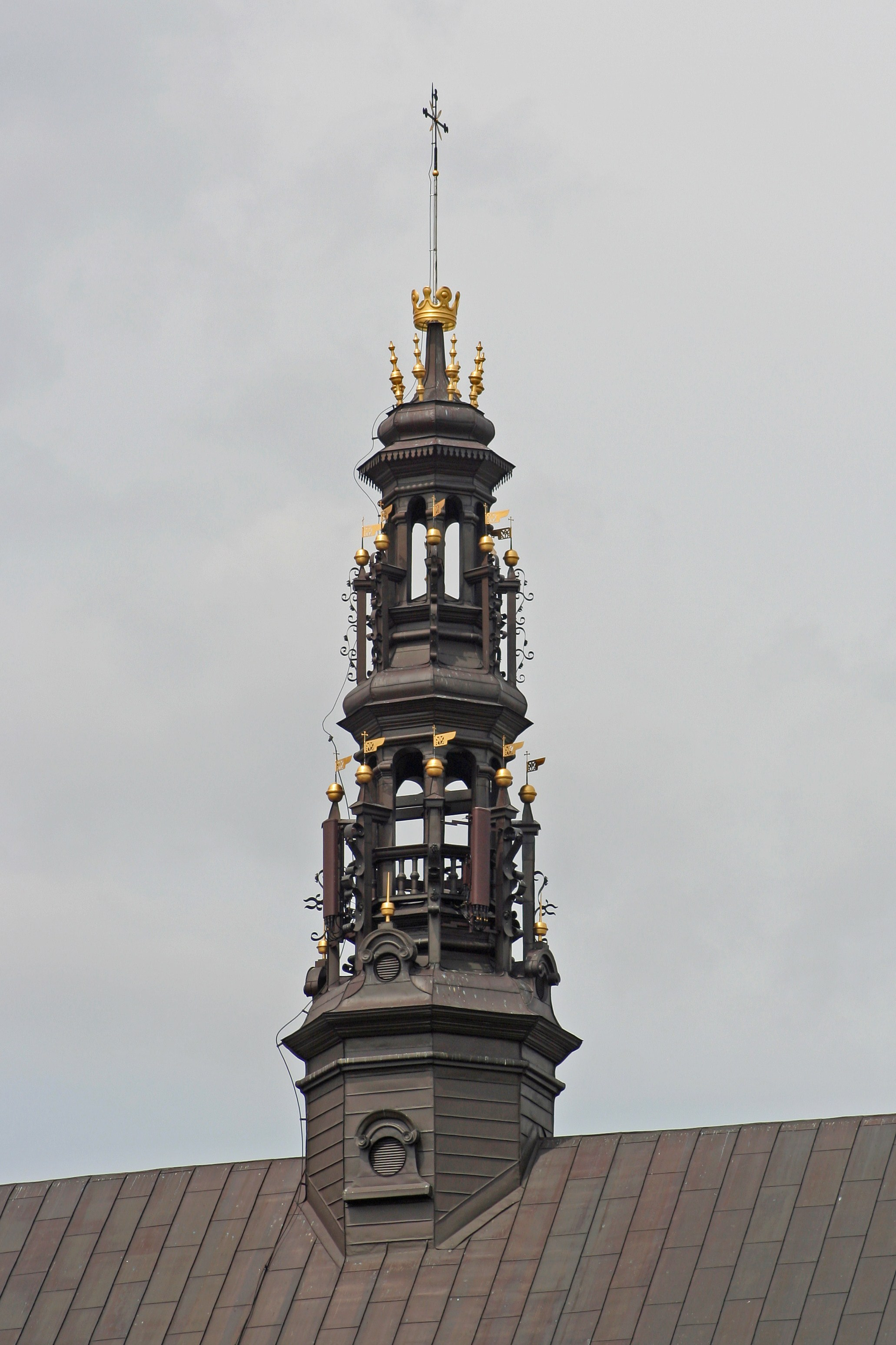
ヤスナ・グラ修道院
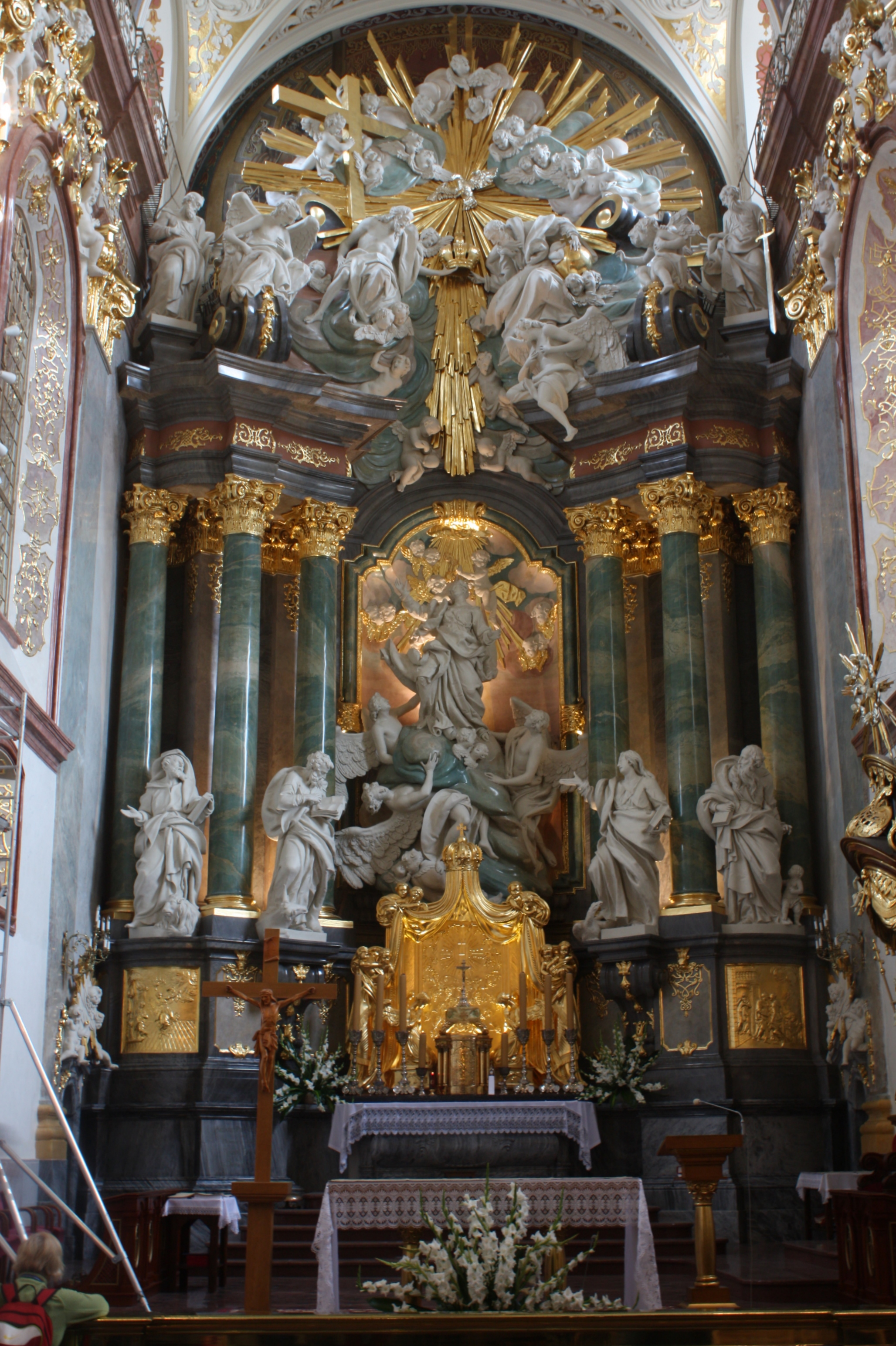
ヤスナ・グラ聖堂
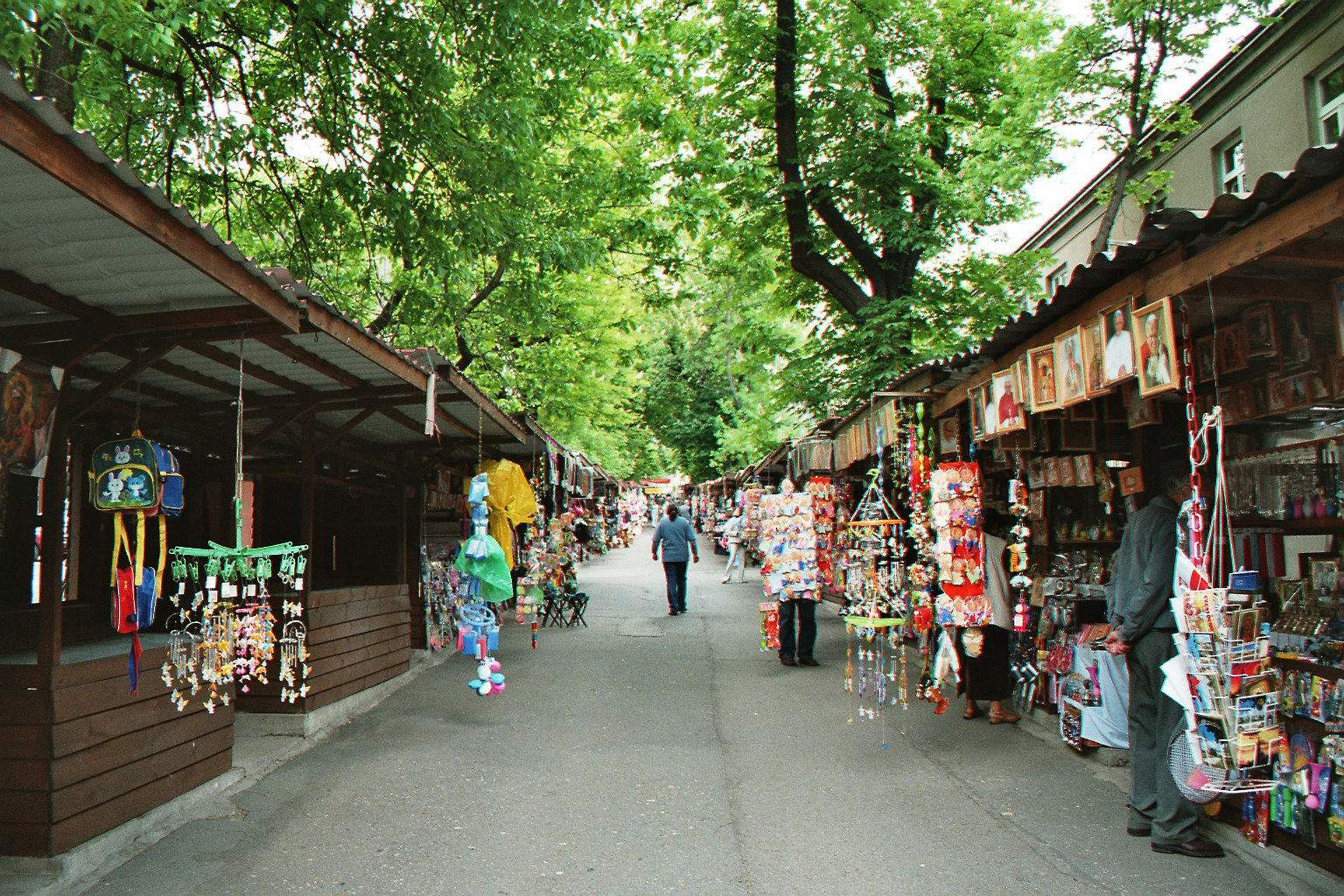
聖バルバラ教会前のおみやげ屋
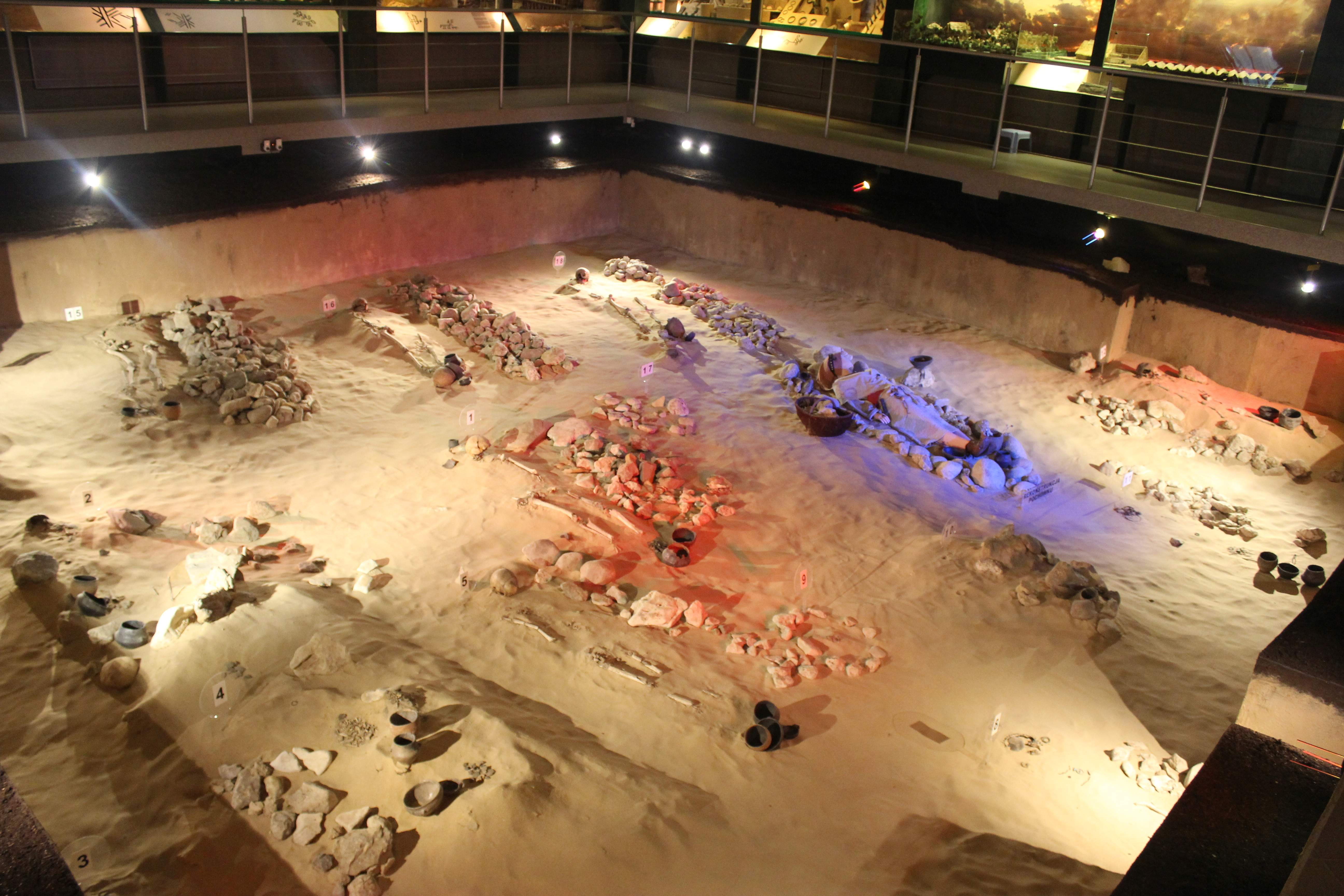
スカンセン内のラウジッツ文化博物館

## スポーツ

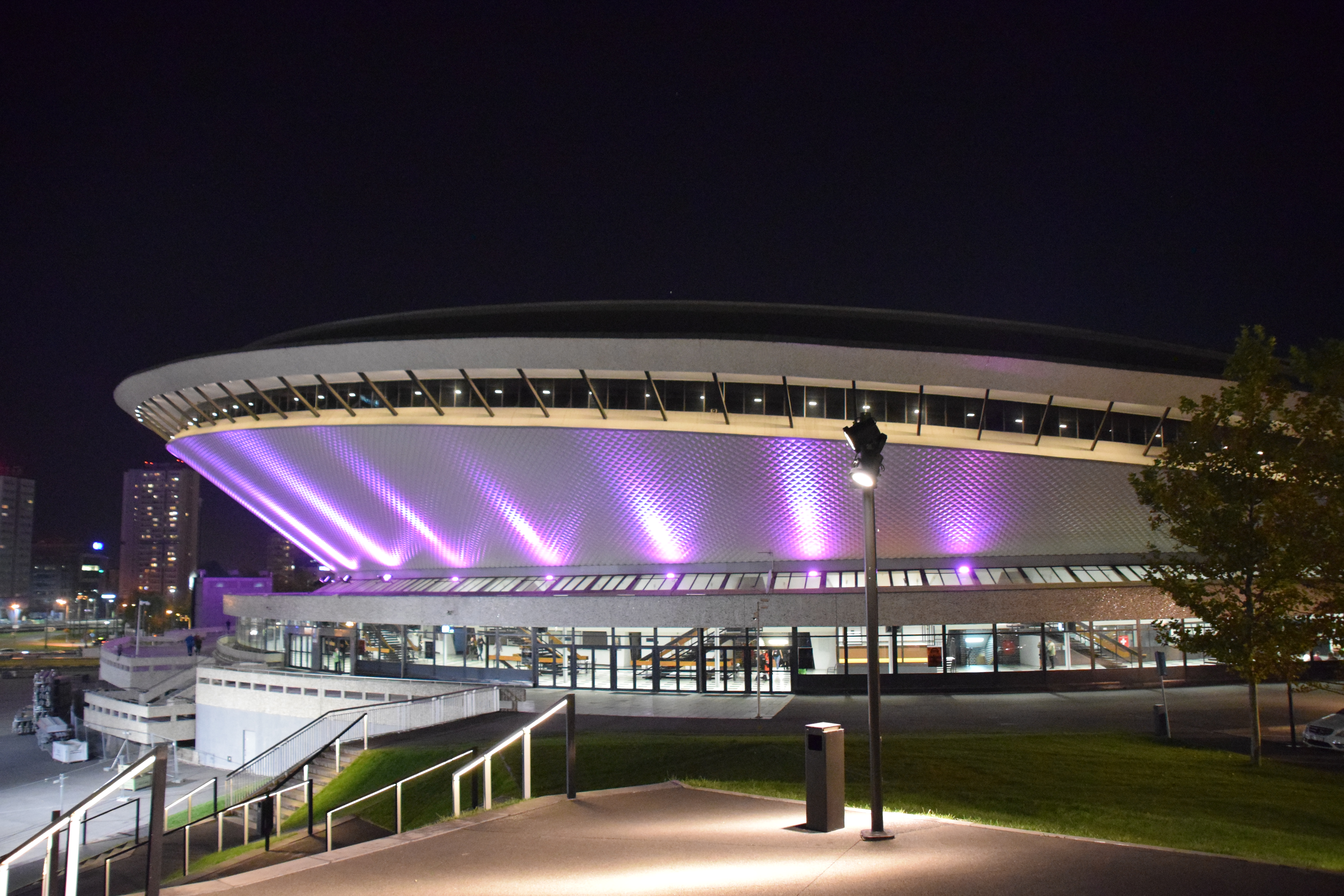
カトヴィツェにあるスポデク

### コニャクフ（Koniaków）
ポーランドとチェコにまたがるシロンスク・ベスキド山地（Beskid Śląski）の村々の中で最も海抜の高い山村である。150年以上もの手編みレースの伝統があり、この村で作られたテーブルクロスなどの製品はローマ教皇ヨハネ・パウロ2世やイギリス女王エリザベス2世に購入されている。社会主義体制が1989年に崩壊すると、村の若い女性たちが地場産業を発展させようと考え手編みレースの女性用下着を作って輸出しはじめ、世界的に有名な村となった。この村で作られたレース下着は日本にも輸出されている。村には小さなレース博物館がある。この村とその近隣はシロンスク・ベスキド山地のリゾート地で、近くを鉄道が通り、リゾートホテルもある。またアグロツーリズムが盛んで、農家に宿泊もできる。コニャクフレースのサイト（英語・ポーランド語）あり。

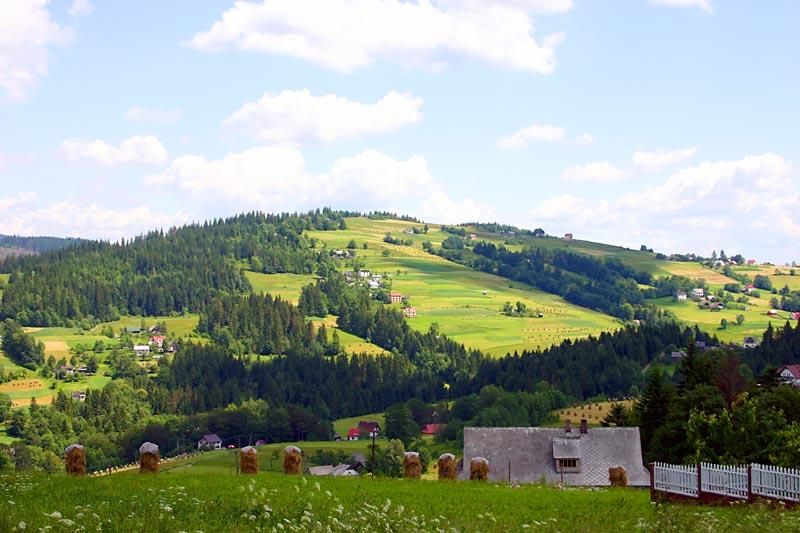
コニャクフ
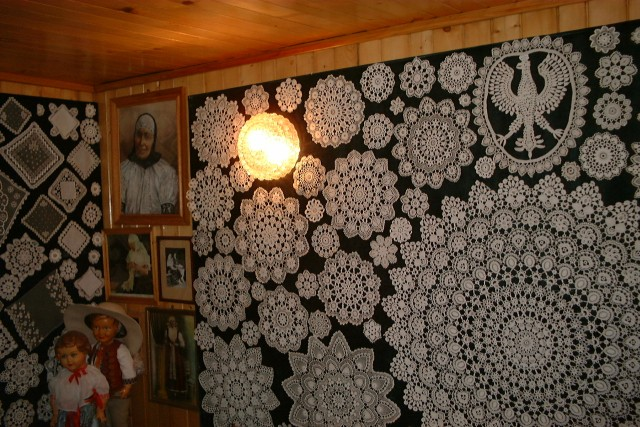
コニャクフのレース
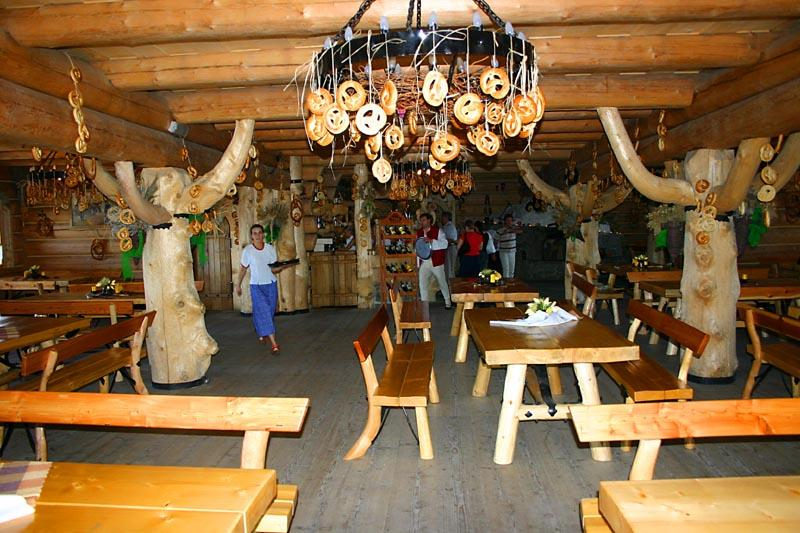
村内のレストラン